# Atletica leggera ai Giochi della XXVII Olimpiade - Marcia 50 km

Video della gara

La prova di marcia 50 km ha fatto parte del programma di atletica leggera maschile ai Giochi della XXVII Olimpiade. La competizione si è svolta il 29 settembre 2000 nella città di Sydney, con arrivo nello Stadio olimpico.

## Presenze ed assenze dei campioni in carica
| Competizione         | Atleta              | Prestazione | Sydney 2000 |
| -------------------- | ------------------- | ----------- | ----------- |
| Olimpiadi 1996       | Robert Korzeniowski | 3h43'30"    | Presente    |
| Europei 1998         | Robert Korzeniowski | 3h43'51"    | Presente    |
| Asiatici 1998        | Wang Yinhang        | 3h59'26"    | Presente    |
| Panamericani 1999    | Joel Sánchez        | 4h06'31”    | Presente    |
| Coppa del mondo 1999 | Sergej Korepanov    | 3h39'22"    | Presente    |
| Mondiali 1999        | Ivano Brugnetti     | 3h47'54"    | Presente    |

## Ordine d'arrivo
Sidney, venerdì 29 settembre

### Finale
| Pos. | Atleta                  | Nazione       | Tempo       | Note                                     |
| ---- | ----------------------- | ------------- | ----------- | ---------------------------------------- |
|      | Robert Korzeniowski     | Polonia       | 3 h 42' 22" |                                          |
|      | Aigars Fadejevs         | Lettonia      | 3 h 43' 40" |                                          |
|      | Joel Sánchez            | Messico       | 3 h 44' 36" | Miglior prestazione personale            |
| 4    | Valentí Massana         | Spagna        | 3 h 46' 01" |                                          |
| 5    | Nikolay Matyukhin       | Russia        | 3 h 46' 37" |                                          |
| 6    | Nathan Deakes           | Australia     | 3 h 47' 29" | Miglior prestazione personale            |
| 7    | Miguel Angel Rodriguez  | Messico       | 3 h 48' 12" |                                          |
| 8    | Roman Magdziarczyk      | Polonia       | 3 h 48' 17" | Miglior prestazione personale            |
| 9    | Modris Liepins          | Lettonia      | 3 h 48' 36" |                                          |
| 10   | Yang Yongjian           | Cina          | 3 h 48' 42" | Miglior prestazione personale            |
| 11   | Aleksandar Raković      | Jugoslavia    | 3 h 49' 16" | Miglior prestazione personale stagionale |
| 12   | Jesus Angel Garcia      | Spagna        | 3 h 49' 31" |                                          |
| 13   | Wang Yinhang            | Cina          | 3 h 50' 19" | Miglior prestazione personale            |
| 14   | Denis Langlois          | Francia       | 3 h 52' 56" |                                          |
| 15   | Sergey Korepanov        | Kazakistan    | 3 h 53' 30" |                                          |
| 16   | Milos Holusa            | Rep. Ceca     | 3 h 53' 48" | Miglior prestazione personale stagionale |
| 17   | Peter Tichy             | Slovacchia    | 3 h 54' 47" |                                          |
| 18   | Craig Barrett           | Nuova Zelanda | 3 h 55' 53" |                                          |
| 19   | Mike Trautmann          | Germania      | 3 h 56' 19" |                                          |
| 20   | Stefan Malik            | Slovacchia    | 3 h 56' 44" | Miglior prestazione personale stagionale |
| 21   | Denis Trautmann         | Germania      | 3 h 58' 18" |                                          |
| 22   | Curt Clausen            | Stati Uniti   | 3 h 58' 39" |                                          |
| 23   | Peter Korcok            | Slovacchia    | 3 h 48' 46" |                                          |
| 24   | Mikel Odriozola         | Spagna        | 3 h 59' 50" |                                          |
| 25   | Valeriy Borisov         | Kazakistan    | 4 h 01' 11" |                                          |
| 26   | Vladimir Potemin        | Russia        | 4 h 02' 38" |                                          |
| 27   | Dion Russell            | Australia     | 4 h 02' 50" |                                          |
| 28   | Philip Dunn             | Stati Uniti   | 4 h 03' 05" | Miglior prestazione personale stagionale |
| 29   | Sylvain Caudron         | Francia       | 4 h 03' 22" |                                          |
| 30   | Daugvinas Zujus         | Lituania      | 4 h 06' 04" |                                          |
| 31   | Andrew Hermann          | Stati Uniti   | 4 h 07' 18" |                                          |
| 32   | Oleksiy Shelest         | Ucraina       | 4 h 07' 39" |                                          |
| 33   | Pedro Martins           | Portogallo    | 4 h 08' 13" |                                          |
| 34   | Duane Cousins           | Australia     | 4 h 10' 43" |                                          |
| 35   | Ugis Bruvelis           | Lettonia      | 4 h 11' 41" |                                          |
| 36   | Fumio Imamura           | Giappone      | 4 h 13' 28" |                                          |
| 37   | Gyula Dudás             | Ungheria      | 4 h 17' 55" |                                          |
| 38   | Jamie Costin            | Irlanda       | 4 h 24' 22" |                                          |
| 39   | Chris Maddocks          | Regno Unito   | 4 h 52' 12" |                                          |
| —    | Ivano Brugnetti         | Italia        | Rit.        |                                          |
| —    | Robert Ihly             | Germania      | Rit.        |                                          |
| —    | Spyridon Kastanis       | Grecia        | Rit.        |                                          |
| —    | Tomasz Lipiec           | Polonia       | Rit.        |                                          |
| —    | Giovanni Perricelli     | Italia        | Rit.        |                                          |
| —    | René Piller             | Francia       | Rit.        |                                          |
| —    | Valeriy Spitsyn         | Russia        | Rit.        |                                          |
| —    | Theodoros Stamatopoulos | Grecia        | Rit.        |                                          |
| —    | Arturo Di Mezza         | Italia        | Rit.        |                                          |
| —    | Tim Berrett             | Canada        | Squal.      |                                          |
| —    | Fedosei Ciumacenco      | Moldavia      | Squal.      |                                          |
| —    | Zoltán Czukor           | Ungheria      | Squal.      |                                          |
| —    | Viktor Ginko            | Bielorussia   | Squal.      |                                          |
| —    | Arturo Huerta           | Canada        | Squal.      |                                          |
| —    | Akihiko Koike           | Giappone      | Squal.      |                                          |
| —    | Valentin Kononen        | Finlandia     | Squal.      |                                          |
| —    | Germán Sánchez          | Messico       | Squal.      |                                          |